# 线搜索
最优化问题中，线搜索 是一种寻找目标函数 {\displaystyle f:\mathbb {R} ^{n}\to \mathbb {R} } 的局部最小值 {\displaystyle \mathbf {x} ^{*}} 的近似方法。它是最基础的迭代近似方法之一，另一种是置信域方法。
线搜索近似首先找到一个使目标函数 {\displaystyle f} 下降的方向，然后计算 {\displaystyle \mathbf {x} } 应该沿着这个方向移动的步长。下降方向可以通过多种方法计算，比如梯度下降法，牛顿法和拟牛顿法。计算出的步长不一定是精确的。

## 应用举例
以一个梯度法作为例子，其中第四步中使用到了线搜索。
1. 令迭代计数器 {\displaystyle \displaystyle k=0}，为最小值做一个初始估计 {\displaystyle \mathbf {x} _{0}}
2. 重复以下步骤：
3. 计算下降方向（英语：descent direction） {\displaystyle \mathbf {p} _{k}}
4. 选择 {\displaystyle \displaystyle \alpha _{k}} 以在 {\displaystyle \alpha \in \mathbb {R} _{+}} 上粗略地最小化 {\displaystyle h(\alpha )=f(\mathbf {x} _{k}+\alpha \mathbf {p} _{k})}
5. 更新 {\displaystyle \mathbf {x} _{k+1}=\mathbf {x} _{k}+\alpha _{k}\mathbf {p} _{k}}, 以及 {\displaystyle \displaystyle k=k+1}
6. 直到 {\displaystyle \|\nabla f(\mathbf {x} _{k})\|} 小于容忍度。

在第四步的线搜索中算法可以通过解方程 {\displaystyle h'(\alpha _{k})=0} 来精确地，或者只是通过寻找一个 {\displaystyle h} 的充分下降来粗略地最小化 {\displaystyle h}。前者的一个例子是共轭梯度法。后者被称作不精确线搜索，有很多种实现方法，比如回溯线搜索或者是使用沃尔夫条件。
与其它的最优化方法类似，线搜索也可以跟模拟退火结合以越过一些局部最小值。

## 算法

### 直接搜索方法
这种方法里，必须先把最小值括在一个范围内，也就是说这个算法必须能够找到 {\displaystyle x_{1}} 和 {\displaystyle x_{2}} 使得要找的最小值在它们之间。接着通过计算这个区间内部的两个点 {\displaystyle x_{3}} 和 {\displaystyle x_{4}}，把区间分成几个子区间，抛弃掉外面两个点中与 {\displaystyle x_{3}} 和 {\displaystyle x_{4}} 中函数值更小的那个点不相邻的那一个。接下来的每一步中，只需要计算 额外的一个内部的点。在各种划分区间的方法中， 黄金分割法是一种特别简单而高效的方法，它的划分比例在搜索进行中始终保持不变。
{\displaystyle {\frac {1}{\phi }}(x_{2}-x_{1})=x_{4}-x_{1}=x_{2}-x_{3}=\phi (x_{2}-x_{4})=\phi (x_{3}-x_{1})=\phi ^{2}(x_{4}-x_{3})} where {\displaystyle \phi ={\frac {1}{2}}(1+{\sqrt {5}})\approx 1.618}

## 参阅
- 割线法
- 牛顿法
- 黄金分割法